# Kamaráki
Kamaráki, en grec moderne : Καμαράκι, est un village du dème de Malevízi, de l'ancienne municipalité de Tylissos, dans le district régional d'Héraklion en Crète, en Grèce. Selon le recensement de 2011, la population de Kamaráki compte 14 habitants. Le village est situé à une altitude de 540 m et à une distance de 27 km de Héraklion.
Kamaráki est une colonie byzantine de Malevizio puisqu'elle est mentionnée pour la première fois comme étant un fief des colonies vénitiennes, au XIIIe siècle. Dans le recensement de Kastrofylakas, en 1583, le village est mentionné sous le nom de Camarachi avec 110 habitants. Pendant l'occupation allemande, les habitants s'organisent en groupes de résistance et le village est un port, de ravitaillement et de soins pour les groupes de guérilla, mais le rôle du village est trahi et des représailles entraînent l'exécution de 17 villageois.

## Source de la traduction
- (el) Cet article est partiellement ou en totalité issu de l’article de Wikipédia en grec moderne intitulé « Καμαράκι Ηρακλείου » (voir la liste des auteurs).